# Ковалівщина (Логойський район)
Ковалівщина — (біл. вёска Кавалёўшчіна), село (веска) в складі Логойського району розташоване в Мінській області Білорусі, підпорядковане Острошицькій сільській раді.
Село Ковалівщина розташоване в центральних районах Білорусі, у північній частині Мінської області - орієнтовне розташування [Архівовано 11 Червня 2020 у Wayback Machine.].